# Puccinia loudetia-superbae
Puccinia loudetia-superbae ist eine Ständerpilzart aus der Ordnung der Rostpilze (Pucciniales). Der Pilz ist ein Endoparasit von   Tristachya superba. Symptome des Befalls durch die Art sind Rostflecken und Pusteln auf den Blattoberflächen der Wirtspflanzen. Sie kommt im südlichen Afrika vor.

## Merkmale

### Makroskopische Merkmale
Puccinia loudetia-superbae ist mit bloßem Auge nur anhand der auf der Oberfläche des Wirtes hervortretenden Sporenlager zu erkennen. Sie wachsen in Nestern, die als gelbliche bis braune Flecken und Pusteln auf den Blattoberflächen erscheinen.

### Mikroskopische Merkmale
Das Myzel von Puccinia loudetia-superbae wächst wie bei allen Puccinia-Arten interzellulär und bildet Saugfäden, die in das Speichergewebe des Wirtes wachsen. Aecien sind von der Art nicht bekannt. Die zimtbraunen Uredien wachsen beidseitig auf den Blättern des Wirtes. Ihre haselnuss- bis dunkel zimtbraunen Uredosporen sind ellipsoid bis eiförmig, 23–28 × 18–21 µm groß und fein stachelwarzig. Die Telien der Art sind schwarzbraun, früh offenliegend und auf beiden Blattseiten zu finden. Die dunkel haselnussbraunen Teliosporen sind vertikal septiert, ellipsoid bis eiförmig und 33–42 × 18–21 µm groß; ihre Stiele sind hyalin bis gelblich und bis zu 50 µm lang.

## Verbreitung
Das bekannte Verbreitungsgebiet von Puccinia loudetia-superbae umfasst Angola und Malawi.

## Ökologie
Die Wirtspflanze von Puccinia loudetia-superbae ist Tristachya superba. Der Pilz ernährt sich von den im Speichergewebe der Pflanzen vorhandenen Nährstoffen, seine Sporenlager brechen später durch die Blattoberfläche und setzen Sporen frei. Die Art verfügt anscheinend über einen Entwicklungszyklus mit Telien und Uredien, der ohne Wirtswechsel auskommt; Spermogonien und Aecien fehlen offenbar.